# 結城警察署
結城警察署（ゆうきけいさつしょ）は、茨城県警察が管轄する警察署の一つである。署長は警視。

## 所在地
- 〒307-0007 茨城県結城市小田林1317-1

栃木県境まで1kmもなく、兵庫県警川西警察署とともに日本一県境が近い警察署を争う関係にある。

## 管轄区域
- 結城市

## 沿革
- 1875年（明治8年） - 結城巡査在勤所
- 1944年（昭和19年） - 結城警察署
- 1979年（昭和54年） - 現庁舎建設

## 組織
- 署長
- 副署長
- 警務課
  - 警務係
  - 総合相談係
  - 被害者支援係
- 会計課
- 地域課
  - 自動車警ら係
- 生活安全課
  - 銃刀係
- 刑事課
  - 鑑識係
- 交通課
- 警備課

## 交番
- 大町交番 - 結城市大字結城1

## 駐在所
- 上山川駐在所 - 結城市大字上山川350-5
- 二本松駐在所 - 結城市大字北南茂呂106-1
- 武井駐在所 - 結城市大字武井737-2